# Транспорт в Брюсселе
Транспорт в Брюсселе имеет развитую сеть как частных, так и общественных транспортных средств. 
Общественный транспорт включает брюссельские автобусы, трамваи, брюссельский метрополитен и железнодорожные станции, которые обслуживаются общественными поездами. Также есть общедоступные системы совместного использования велосипедов и автомобилей. Воздушный транспорт доступен через один из двух аэропортов города (Брюссельский национальный аэропорт и аэропорт Брюссель-Южный Шарлеруа), а лодочный транспорт — через порт Брюсселя. По североевропейским стандартам город относительно зависит от автомобилей и, согласно опросам о движении транспорта Inrix, он считается наиболее перегруженным городом в мире.
Сложность политических моментов Бельгии усложняет решение некоторых транспортных вопросов. Регион столицы Брюсселя окружён фламандским и валлонским регионами, а это означает, что аэропорты, а также множество дорог, обслуживающих Брюссель, расположены в двух разных бельгийских регионах. В Брюссельском регионе за транспорт отвечают два министра: Паскаль Смет за общественный транспорт и порт Брюсселя и Бруно Де Лилль, который решает другие вопросы перевозок.

## Метро и лёгкая железная дорога

Развитие брюссельского метро до 2006 года

Брюссельское метро начало свою работу с 1976 года. С 2009 года четыре линии метрополитена обслуживают в целом 60 станций метро. Линия 1 соединяет станцию Брюссель-Запад с востоком города. Линия 2 проходит в петлю вокруг центра города. По линиям 3 и 4 курсируют большие брюссельские трамваи. Линия 5 проходит между западом и юго-востоком города через центр. Линия 6 соединяет стадион короля Бодуэна на юго-западе Брюсселя с центром города, заканчиваясь петлёй близ центра так же, как линия 2. 

### Брюссельские трамваи

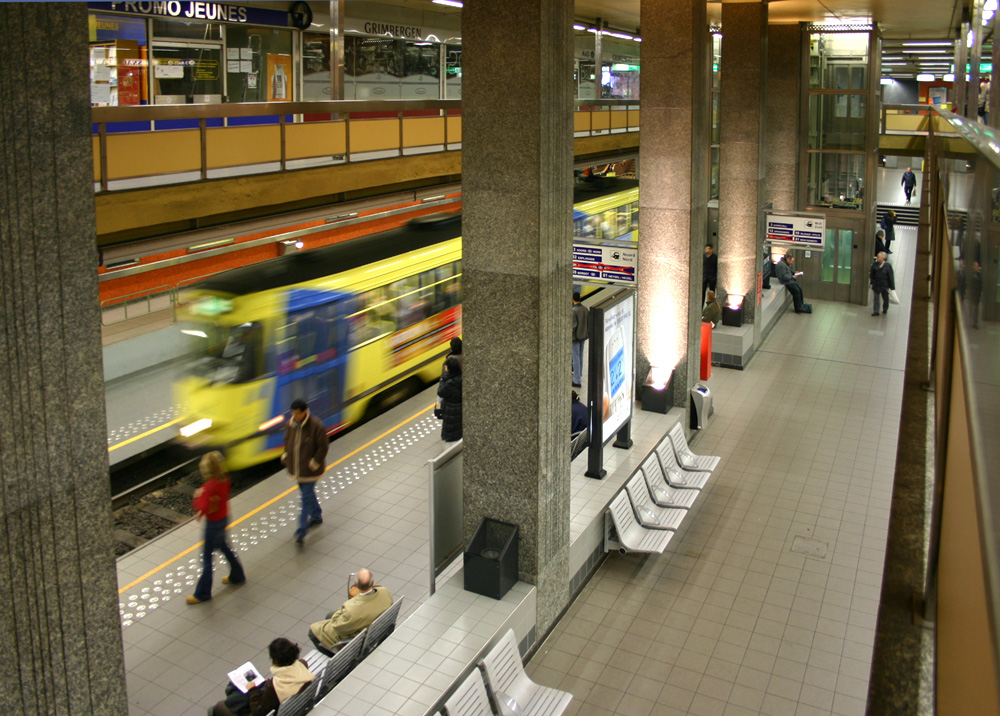
Трамвай, прибывающий на станцию метро

Брюссельские трамваи — старое транспортное средство в Брюсселе. Он эксплуатируется STIB с 1954 года, но существует с 1869 года. Брюссельская трамвайная система со временем значительно изменилась. В первой половине XX века наблюдался подъём (в 1955 году обслуживалось 246 км трамвайных путей), а во второй половине XX века из-за популярности передвижения на автобусах и автомобилях произошло падение популярности трамваев. В 1988 году в Брюсселе осталось лишь 134 км трамвайных путей. В конце 2000-х годов сокращённая прежде трамвайная сеть была расширена. Существующие линии расширены с 131 км в 2007 году до 133 км в 2008 году.

## Автобусы
В 1907 году брюссельский автобус стал курсировать от Брюссельской фондовой биржи до мэрии Икселя. Автобусная сеть в Брюсселе, по состоянию на 2008 год, насчитывает 360 км автобусной линии днём и 112 км ночью и обслуживает 19 муниципалитетов Брюсселя. В Брюсселе автобусы также эксплуатируют валлонские (TEC) и фламандские (De Lijn) компании общественного транспорта, чтобы позволить валлонцам и фламандцам приехать в столицу.

## Дороги
В 2012 году в Брюсселе зафиксировано наибольшее количество перегруженных транспортных средств в Северной Америке и Европе, согласно исследованию американской платформы информации о дорожном движении Inrix.
В Брюсселе есть автомагистрали, ведущие в соседние страны или города (европейские маршруты E40, E411 и E19 плюс магистрали A12 и A201), есть национальные пути основных дорог и городских улиц. Вокруг города проходит Брюссельское кольцо, его пересекают две меньшие орбитальные дороги: Большое кольцо и Малое кольцо.
Дорожную сеть в Брюсселе составляют брюссельские автобусы, трамваи, такси, машины и велосипеды. Система совместного использования автомобилей управляется государственной компанией STIB вместе с Cambio.

## Аэропорты

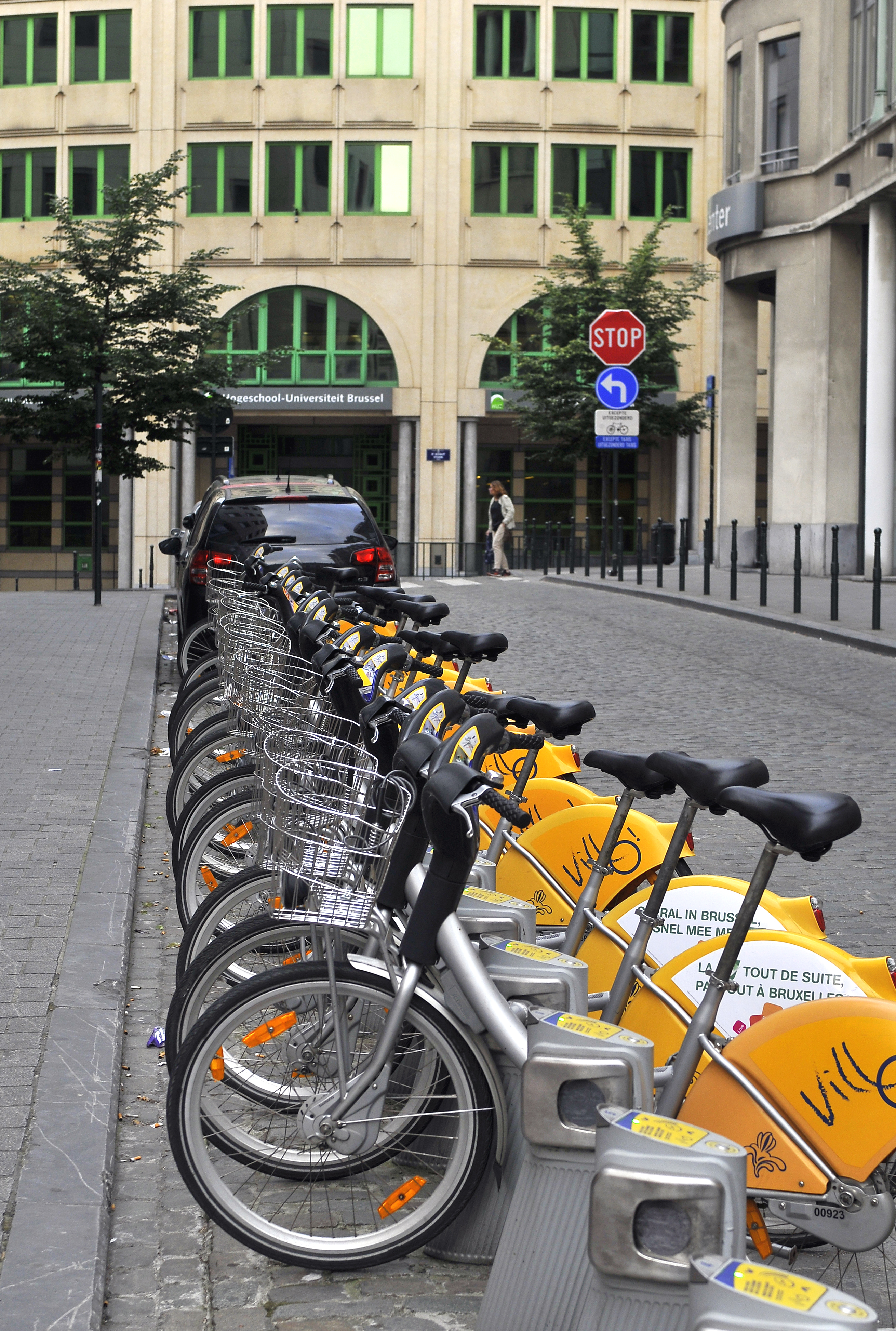
Парковка для общественных велосипедов на Rue Montagne aux Herbes Potagères.

Брюссель обслуживают два аэропорта: национальний аэропорт Брюсселя и аэропорт Брюссель-Южный Шарлеруа, находящийся между Брюсселем и Шарлеруа в Госселе.
В Брюсселе есть собственный порт, его пересекают каналы Брюссель-Шарлеруа и Морской канал Брюссель — Шельда.

## Велоспорт
Велосипеды используются значительно меньше в сравнении с Фландрией и многими городами северо-западной Европы. Модальная доля составляет около 3,5% всех поездок в Брюсселе и 2,5% всех поездок внутри города и въезда/выезда из города. Однако показатель за последние годы значительно вырос. С 2009 года система совместного использования велосипедов под названием Villo! была предоставлена общественности.
В Брюсселе наблюдается большое число велосипедных аварий в сравнении с бельгийскими сельскими районами, но большинство несчастных случаев на велосипеде приводят к лишь незначительным травм.